# 1898 год в театре
1898 год в театре

## Яркие постановки
- Московский художественный общедоступный театр поставил пьесу А. П. Чехова «Чайка». Премьера прошла с огромным успехом.

## Знаменательные события
- В ночь с 14 на 15 октября в Красноярске сгорел деревянный театр.
- 26 октября премьерой «Царь Фёдор Иоаннович» по пьесе Алексея Толстого открылся Московский художественный общедоступный театр.

## Персоналии

### Родились
- 13 января — Василий Васильевич Ванин, советский актёр театра и кино, трижды лауреат Сталинской премии, народный артист СССР.
- 16 января — Иван Михайлович Кудрявцев, советский актёр театра и кино, народный артист РСФСР.
- 25 января — Павел Алексеевич Оленев, советский актёр театра и кино, заслуженный артист РСФСР.
- 13 февраля — Александр Павлович Антонов, советский актёр театра и кино, заслуженный артист РСФСР.
- 20 февраля — Василий Иванович Ва́йнонен, советский балетмейстер, заслуженный артист РСФСР (1939).
- 12 апреля — Эрнст Орвиль, норвежский драматург.
- 24 апреля — Анатолий Петрович Кторов, советский актёр театра и кино, народный артист СССР.
- 5 июня — Федерико Гарсиа Лорка, испанский поэт и драматург.
- 6 июня — Идрис Станнус, более известная под псевдонимом Нинет де Валуа, ирландская балерина, хореограф, балетный педагог; участница «Русского балета» Дягилева.
- 19 июля — Александра Петровна Воронович, советская актриса, народная артистка СССР (1954).
- 21 июля — Ольга Николаевна Андровская, народная артистка СССР, лауреат Сталинской премии (1952).
- 1 августа — Степан Каюков, советский актёр театра и кино, народный артист РСФСР (1949).
- 8 августа — Эммануил Геллер, советский актёр театра и кино.
- 14 сентября — Марк Прудкин, советский актёр театра и кино, народный артист СССР.
- 22 октября — Анна Митрофановна Воробьёва, русская балерина.
- 24 октября — Mapa Тотева, болгарская актриса, режиссёр, театральный деятель.
- 25 декабря — Лепко Владимир Алексеевич, выдающийся комик, премьер.
- Реза Кемаль, иранский драматург, актёр, поэт, либреттист.

### Скончались
- 20 июня — Мануэль Тамайо-и-Баус, испанский драматург.
- 25 ноября — Александра Ракевич, польская театральная актриса.